# Droga ekspresowa S69 (Polska)
Droga ekspresowa S69 – obowiązujące w latach 2001–2016 oznaczenie odcinka drogi ekspresowej łączącej Bielsko-Białą z granicą ze Słowacją w Zwardoniu.
Na mocy rozporządzenia Rady Ministrów z 19 maja 2016 r., które weszło w życie 4 sierpnia 2016 przedmiotowy odcinek zyskał oznaczenie S1.